# Aalto-universitetets högskola för elektroteknik
Aalto-universitetets högskola för elektroteknik (Aalto ELEC, finska: Aalto-yliopiston sähkötekniikan korkeakoulu, engelska: Aalto University School of Electrical Engineering) är en av högskolor inom Aalto-universitetet. Den baserar sig på f.d. Tekniska högskolans fakultet för elektronik, kommunikation och automation.

## Institutioner och övriga enheter
- Institutionen för automations- och systemteknik
- Institutionen för elektronik
- Institutionen för elektroteknik
- Institutionen för kommunikations- och nätverksteknik
- Institutionen för mikro- och nanoteknik
- Institutionen för radiovetenskap och -teknik
- Institutionen för signalbehandling och akustik
- Skoggårds radioforskningsinstitut
- Micronova
- Aalto Nanofab
- SMARAD
- GIM